# Associação Recreativa de Freixieiro
L'Associação Recreativa de Freixieiro è una società polisportiva portoghese con sede a Matosinhos.

## Storia
La sezione di calcio a 5 è una delle migliori formazioni portoghesi nonché una delle poche a carattere professionistico. Nella sua storia ha vinto un campionato nazionale nel 2001-02 e l'anno successivo ha trionfato anche nella Supertaça ai danni della Fundação Jorge Antunes.

## Rosa 2009-10
| N. |                       | Ruolo | Calciatore |
| -- | --------------------- | ----- | ---------- |
|    | Portogallo (bandiera) | POR   | Piu        |
|    | Portogallo (bandiera) | POR   | Roque      |
|    | Portogallo (bandiera) | POR   | Rui Rocha  |
|    | Portogallo (bandiera) | DIF   | Ivan       |
|    | Portogallo (bandiera) | LAT   | Luis Silva |
|    | Portogallo (bandiera) | LAT   | Ricardo    |
|    | Portogallo (bandiera) | LAT   | Néné       |

| N. |                       | Ruolo | Calciatore  |
| -- | --------------------- | ----- | ----------- |
|    | Portogallo (bandiera) | LAT   | Paulinho    |
|    | Portogallo (bandiera) | PIV   | Eric        |
|    | Portogallo (bandiera) | UNI   | André Gomes |
|    | Portogallo (bandiera) | UNI   | Daniel      |
|    | Portogallo (bandiera) | UNI   | Márcio      |
|    | Portogallo (bandiera) | UNI   | Tiago Brito |

## Palmarès
- Campionato portoghese: 1

2001-02
- Supertaça de Portugal: 1

2002